# Gare de Pas-des-Lanciers
La gare de Pas-des-Lanciers est une gare ferroviaire française de la ligne de Paris-Lyon à Marseille-Saint-Charles, située à l'extrémité sud-est du territoire de la commune de Marignane, à la limite de Saint-Victoret, dans le département des Bouches-du-Rhône, en région Provence-Alpes-Côte d'Azur. Le nom de Pas-des-Lanciers, donné au quartier, est une déformation du provençal Pas de l'encié, soit « le passage de la brèche », déformé en Pas de l'ancié, signifiant « Passage de l'inquiétude ».
C'est une gare de la Société nationale des chemins de fer français (SNCF), desservie par des trains express régionaux TER Provence-Alpes-Côte d'Azur.

## Situation ferroviaire
La gare de Pas-des-Lanciers est située au point kilométrique (PK) 843,642 sur la ligne de Paris-Lyon à Marseille-Saint-Charles, à 16 kilomètres au nord-ouest de Marseille-Saint-Charles, et à 1,3 kilomètre du portail nord du tunnel de la Nerthe. Elle est en même temps l'origine de la ligne départementale de Pas-des-Lanciers à Martigues qui dessert Marignane et la raffinerie de pétrole de la Mède en bordure de la partie sud de l'étang de Berre.

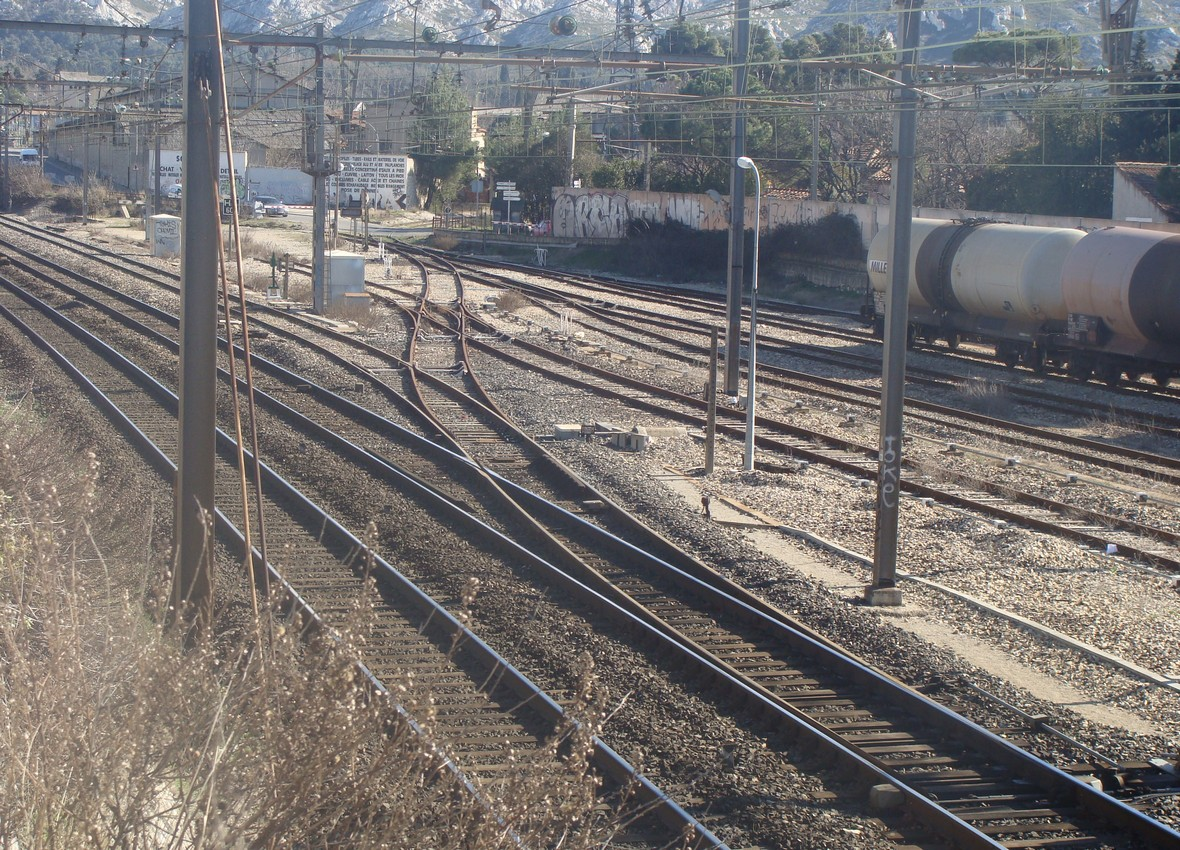
L'embranchement de la ligne départementale sur la ligne Paris-Marseille

## Histoire
La gare de Pas-des-Lanciers est le terminus provisoire de la ligne de chemin de fer de Marseille à Avignon lors de l'inauguration de la section de cette ligne allant jusqu'à Saint-Chamas, le 1er novembre 1847, dans l'attente de l'achèvement du percement du tunnel de la Nerthe, permettant la jonction avec Marseille. La section de ligne de Marseille à Pas-des-Lanciers est mise en service le 15 janvier 1848. 
Les installations en gare sont électrifiées le 22 juin 1962, à l'occasion de la mise sous tension du tronçon Miramas - Marseille-Blancarde.
Une ligne joignant Pas-des-Lanciers à Martigues, embranchée sur la ligne Paris-Marseille, est ouverte au début du XXe siècle par la Régie départementale des transports des Bouches-du-Rhône. Restreinte au service des marchandises, elle a été tronquée à son extrémité ouest, et limitée à la Mède, sur la commune de Châteauneuf-les-Martigues, où elle dessert encore un complexe pétrolier. Cette ligne n'est pas électrifiée.
Le guichet est définitivement fermé le 3 février 2014.

## Fréquentation
De 2015 à 2023, selon les estimations de la SNCF, la fréquentation annuelle de la gare s'élève aux nombres indiqués dans le tableau ci-dessous.
| Année     | 2015    | 2016    | 2017    | 2018    | 2019    | 2020   | 2021   | 2022    | 2023    |
| --------- | ------- | ------- | ------- | ------- | ------- | ------ | ------ | ------- | ------- |
| Voyageurs | 161 199 | 132 879 | 135 334 | 111 945 | 119 491 | 71 280 | 88 083 | 115 423 | 114 722 |

## Service des voyageurs

### Accueil

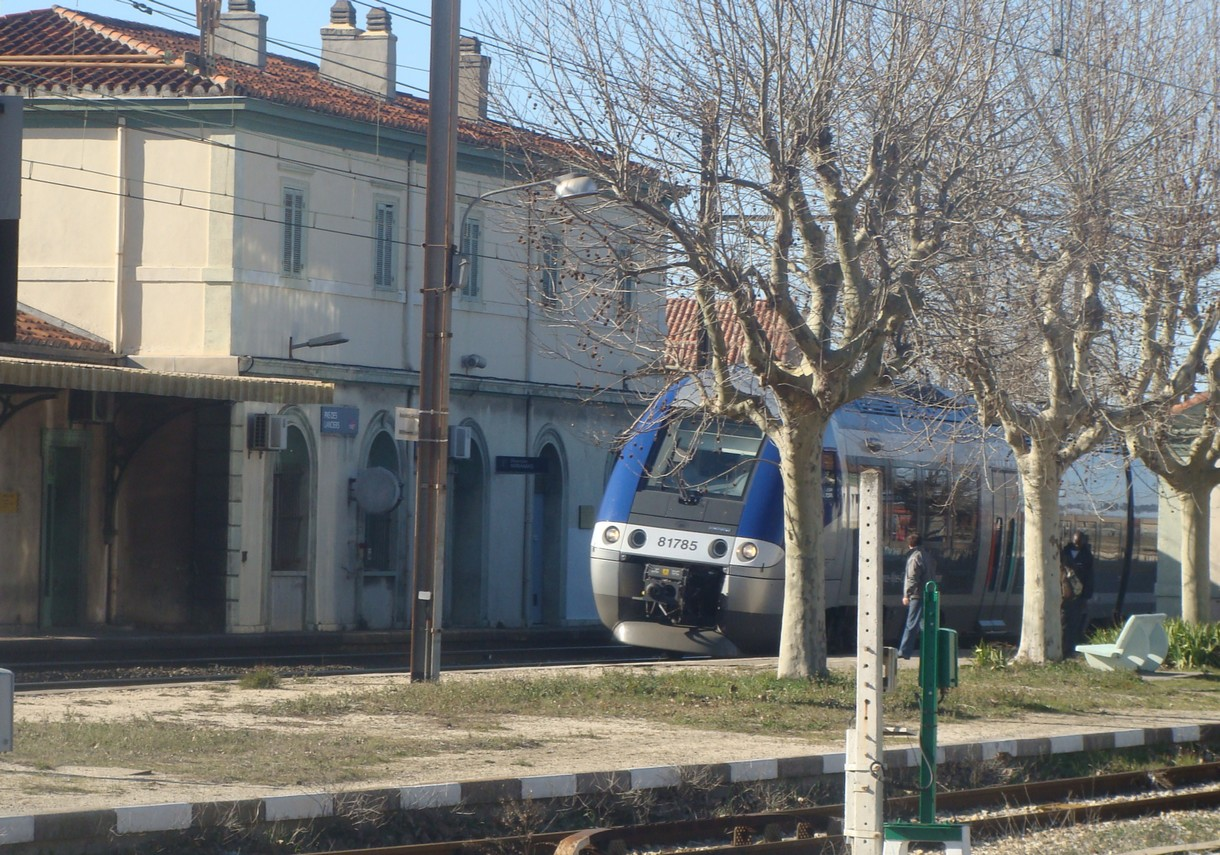
Une rame B 81500 en provenance d'Avignon et à destination de Marseille à l'arrêt sur voie 1.

Gare SNCF, elle dispose d'un bâtiment voyageurs, sans guichet. Elle est équipée d'un automate pour l'achat de titres de transport régionaux.
On accède aux quais par un passage souterrain, car une voie passe devant le bâtiment des voyageurs, là où se trouvait initialement la place de la gare. Cette configuration saugrenue a été créée dans les années 1950, lorsque les installations de réception des trains venant de la ligne vers Martigues, situées à l'ouest de la gare, ont dû être étendues par un faisceau de voie situé à l'est de celle-ci. Faute de pouvoir libérer une emprise suffisante de l'autre côté du bâtiment voyageur, on a donc été contraint d'ajouter cette voie de jonction sur la place de la gare.

### Desserte
La gare est desservie par les TER Provence-Alpes-Côte d'Azur de la relation Marseille - Avignon via Rognac, Miramas et Arles, soit 18 trains par jour dans chaque sens en semaine. La desserte est en principe cadencée sur base horaire, mais les irrégularités sont nombreuses.
Les relations autres que TGV entre Marseille et l'Est et le Nord de la France, ainsi qu'avec le Languedoc et le Sud-Ouest, transitent sans arrêt à Pas-des-Lanciers.

### Intermodalité
L'accès à la gare est fléché depuis le centre-ville de Marignane. Un parking pour les véhicules est aménagé. La gare est desservie par des bus du réseau Salon Etang Côte Bleue (ligne 5).

## Galerie de photographies

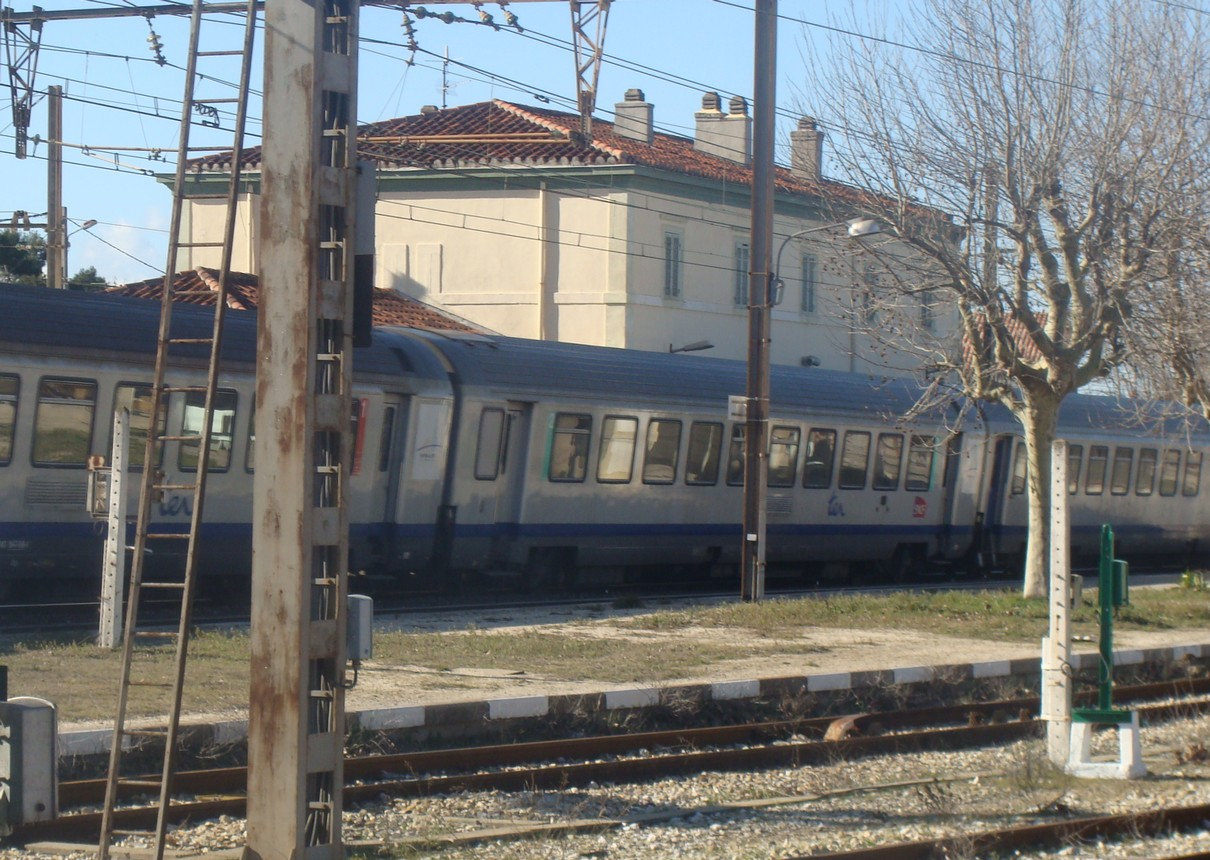
Une rame Marseille - Lyon passe sans arrêt sur voie 2 (côté BV).
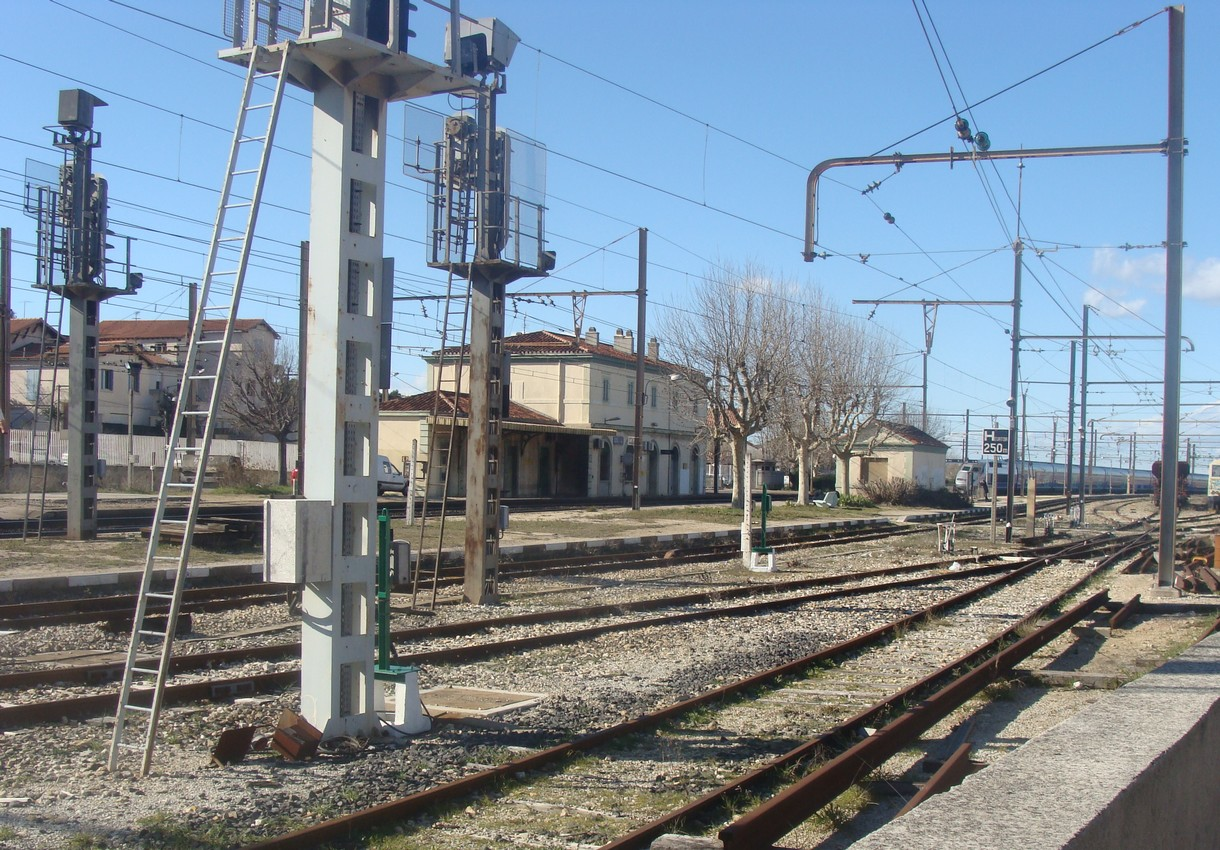
Les voies annexes côté est de la gare.
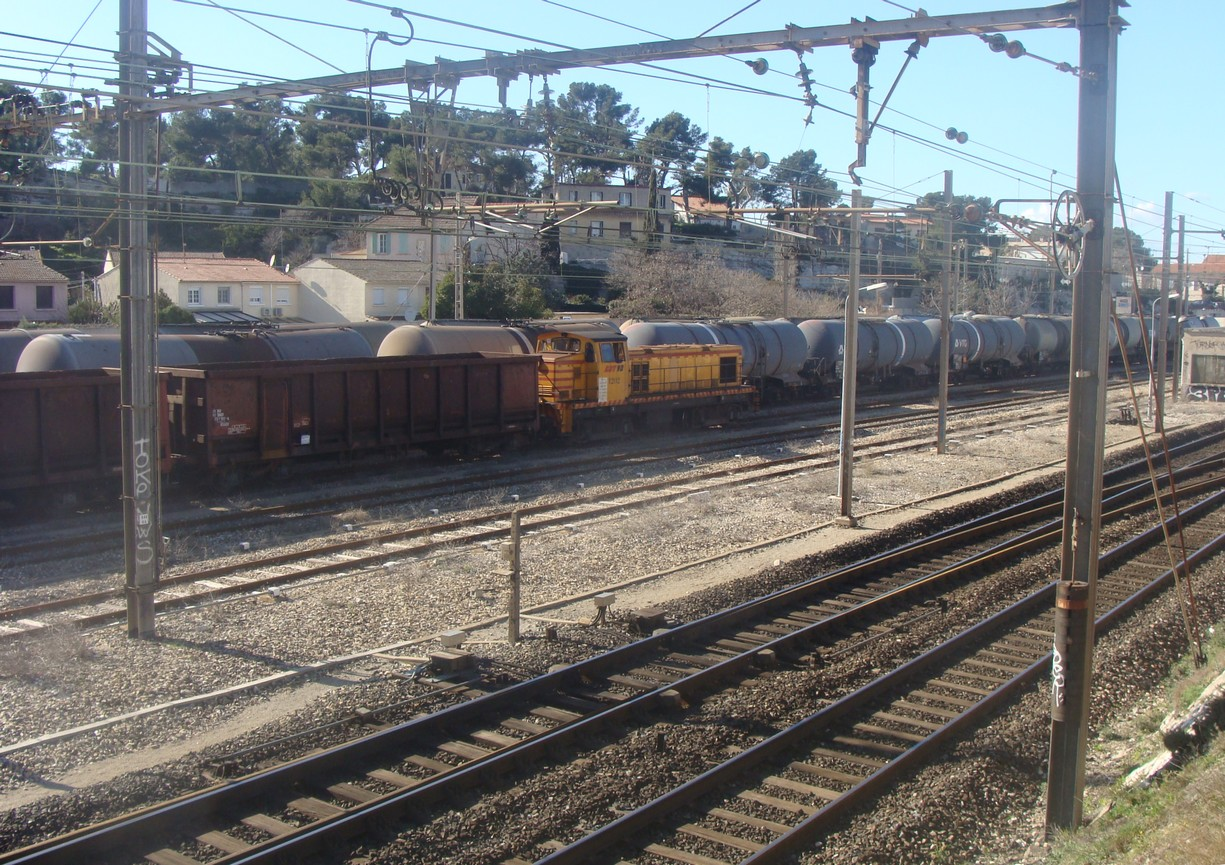
Une rame de la RDT 13 en manœuvre en gare de Pas-des-Lanciers.
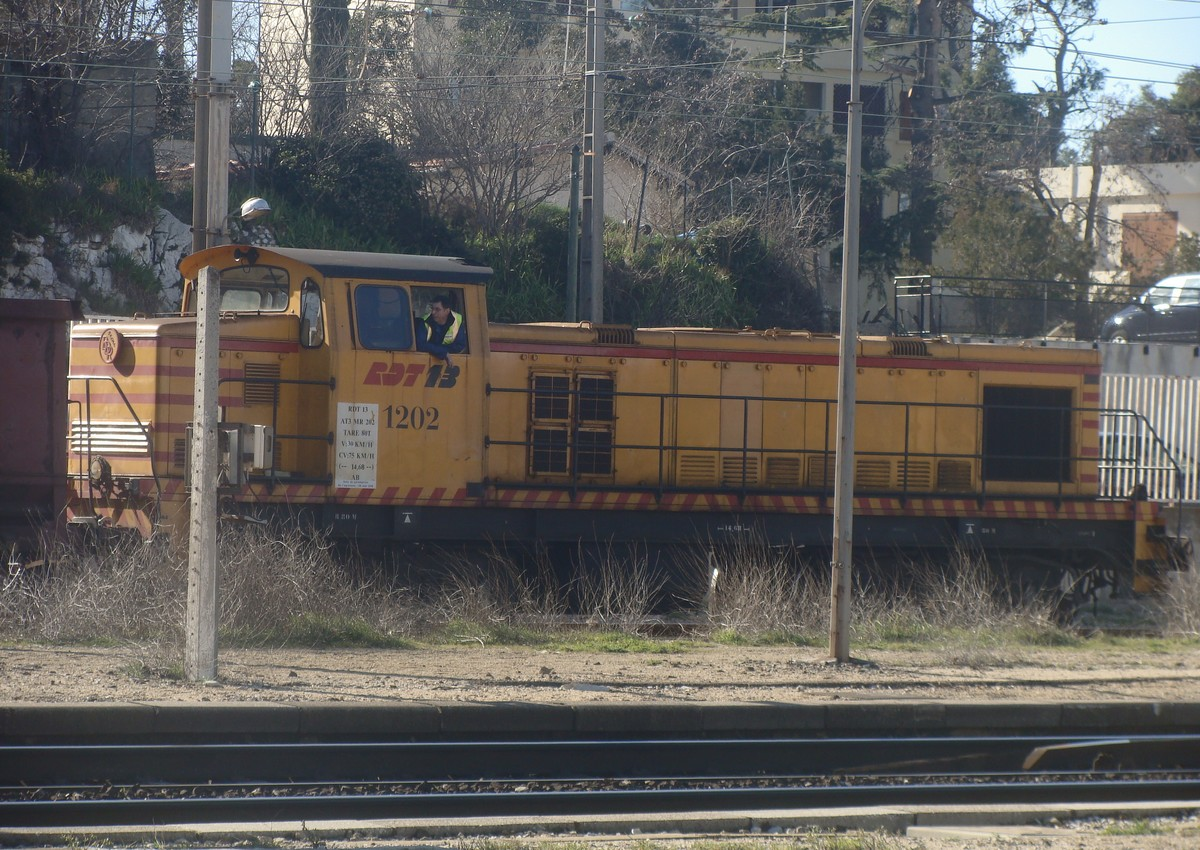
Motrice de la RDT 13 en attente en gare de Pas-des-Lanciers.